# Кодекс законов о труде Украины
Кодекс законов о труде Украины (КЗоТ Украины, укр. Кодекс законів про працю України) регулирует трудовые отношения работников, правовые основы и гарантии осуществления гражданами права распоряжаться своими способностями к труду на Украине.
Один из Кодексов Украинской ССР, действующий в государстве Украина.
За прошедшие годы в КЗоТ Украины из 261 пунктов кодекса законов о труде были изменены 221.

## Структура кодекса
- Глава I: Общие положения
- Глава II: Коллективный договор
- Глава III: Трудовой договор
- Глава III-A: Обеспечение занятости высвобождаемых работников
- Глава IV: Рабочее время
- Глава V: Время отдыха
- Глава VI: Нормирование труда
- Глава VII: Оплата труда
- Глава VIII: Гарантии и компенсации
- Глава IX: Гарантии при возложении на работников материальной ответственности за ущерб, причиненный предприятию, учреждению, организации
- Глава X: Трудовая дисциплина
- Глава XI: Охрана труда
- Глава XII: Труд женщин
- Глава XIII: Труд молодежи
- Глава XIV: Льготы для работников, совмещающих работу с обучением
- Глава XV: Индивидуальные трудовые споры
- Глава XVI: Профессиональные союзы, участие работника в управлении предприятиями, учреждениями, организациями
- Глава XVI-A: Трудовой коллектив
- Глава XVII: Государственное социальное страхование
- Глава XVIII: Надзор и контроль за соблюдением законодательства о труде